# 鈴木春信
鈴木 春信（すずき はるのぶ、享保10年〈1725年〉？ - 明和7年6月15日〈1770年7月7日〉）は、江戸時代中期の浮世絵師。細身で可憐、繊細な表情の美人画で人気を博し、浮世絵というとまず思い浮かべる木版多色摺りの錦絵誕生に決定的な役割を果たし、後の浮世絵の発展に多大な影響を及ぼした。

## 来歴

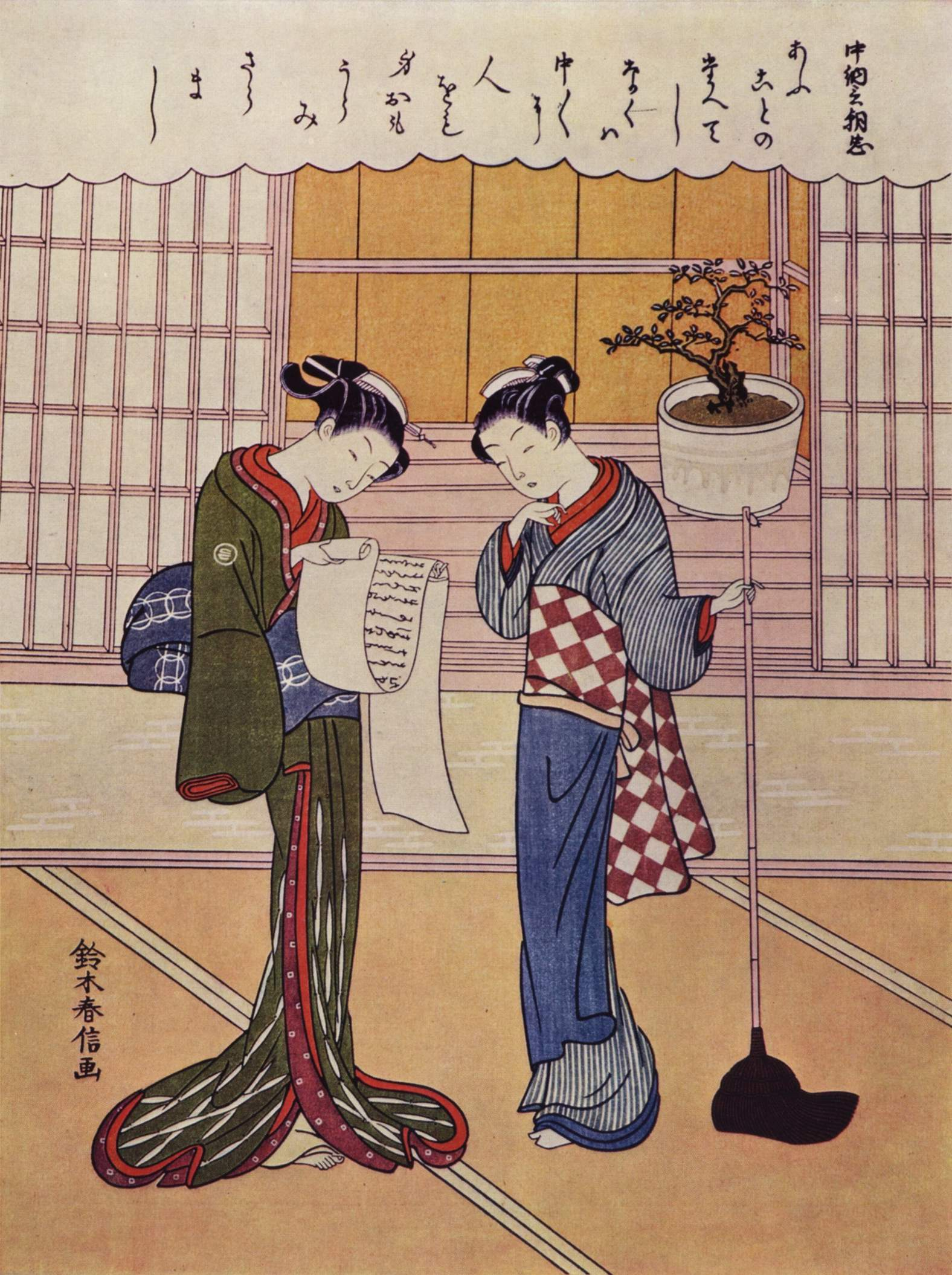
「中納言朝忠（文読み）」

京都に出て西川祐信に学び、後に江戸に住んだといわれる。または西村重長の門人とも伝わる。姓は穂積、後に鈴木を名乗る。通称次郎兵衛。長栄軒、思古人とも号す。江戸神田白壁町（現・鍛冶町 (千代田区) ）の戸主（家主）で、比較的裕福だったと考えられる。近所には平賀源内が住んでおり、友人として親しく、共に錦絵の工夫をしたという。宝暦10年（1760年）3月上演の芝居に基づく細判紅摺絵の役者絵「市川亀蔵の曾我五郎と坂東三八の三保谷四郎」が初作とされており、この後亡くなるまでの10年間浮世絵師として活躍した。初期には紅摺絵の役者絵も知られている。宝暦年間はこのような役者絵、美人画の他、古典的画題の紅摺絵、水絵を制作、現在役者絵だけでも30点余り、水絵も30点以上知られている。

### 錦絵誕生
錦絵が大流行するきっかけになったのが、1600石取りの旗本・大久保甚四郎（俳名 巨川）と1000石取りの阿部八之進（俳名莎鶏）が、薬種商の小松屋三右衛門（俳名百亀）らと協力して、金に糸目をつけずに画期的な多色摺りの技術を開発し、明和2年（1765年）以降に開催した絵暦交換会である（当時の太陰暦では毎年、30日ある大の月・29日の小の月が変わるため、絵で月の大小を表したものが絵暦）。また、彫師や摺師と協力、木版多色摺りの技術開発、色彩表現の可能性を追求、様々なデザインの絵暦が競って作られ、やがて錦絵の流行に発展していった。春信の「座敷八景」に「巨川工」とあるのはこのアイデアの考案者を表しており、この場合、大久保巨川を指している。また春信の作品が当時の知識人をパトロンとし、彫師、摺師との緊密な協力による制作であることをも示している。大正8年（1919年）に有志によって建てられた碑が台東区谷中の大円寺にある。法名は法性真覚居士。
錦絵の草創期に一世を風靡したため、多数の追随者を出した。春信の門人に鈴木春重（司馬江漢）、鈴木春広（「礒田湖龍斎）、駒井美信、鈴木春次、益信、光信、仲国信など。次代の一筆斎文調、勝川春章、北尾重政、鳥居清長などにも影響を与え、浮世絵黄金期を直接導くものになったといってもよい。

## 作品
現存する作品数は、1000点ほどとされる。後世の人気浮世絵師たちと比べると、1図あたりの残存数が少なく、しかも主要作品の多くが海外にある。浮世絵版画の数と比べると、肉筆浮世絵の遺作は極めて少ない。版型は中判が標準的だが、柱絵も少なからず残る。春信の作品からは、江戸になかった上方風及び中国美人画の影響が見て取れる。具体的には、構図や構成は上方の西川祐信の版本を参考にするところが多く、その美人の容姿は明の時代の中国版画の仇英に影響を受けている。その他『古今和歌集』や、古今東西の故事説話から得た題材を当世風俗に置き換えた「見立絵」の作品が多い。また錦絵の技法としてもその創始の時期にかかわらず、多様な技法を案出、その芸術性を高めるものになった。
春信の描く美人は、人物が一般に小柄で手足もか細く、色彩も胡粉を混ぜた中間色を使っており、その叙情性も幻想的にさえなる。代表作として「風流四季歌仙」、「座敷八景」、「風流やつし七小町」、「風俗六玉川」などのシリーズの他、笠森おせんなど、当時の高名な江戸美人も描いている。

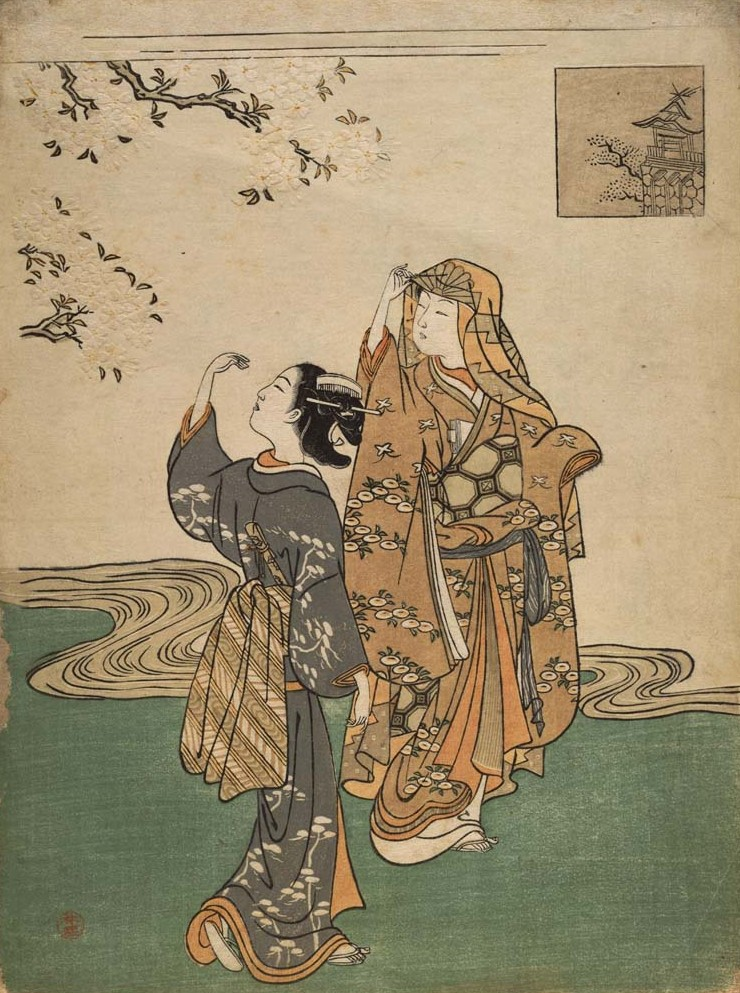
「風流七小町やつししみづ」図：清水寺

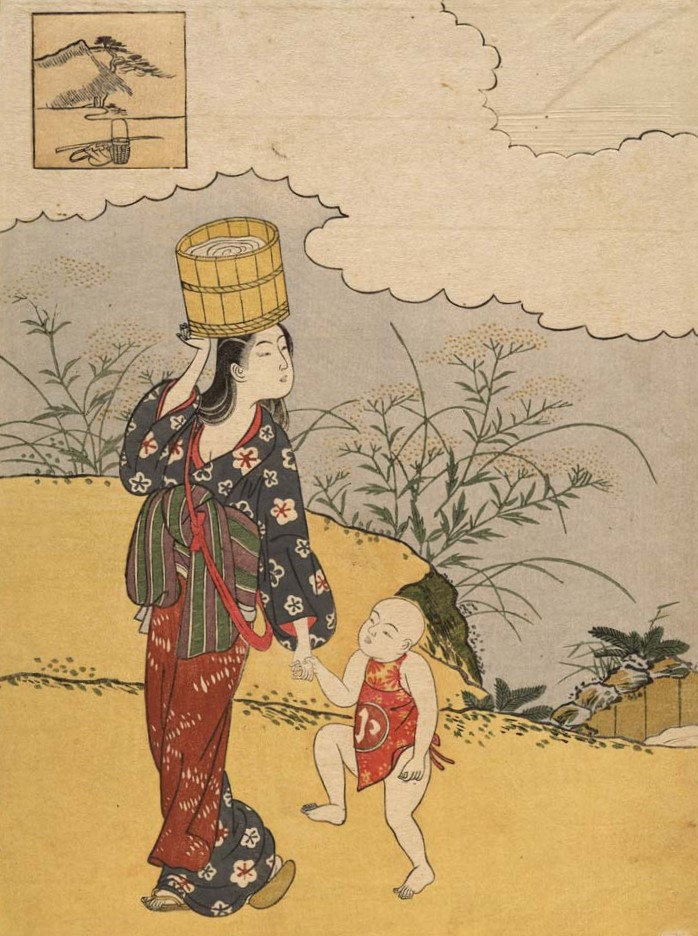
「風流やつし七小町・関寺」

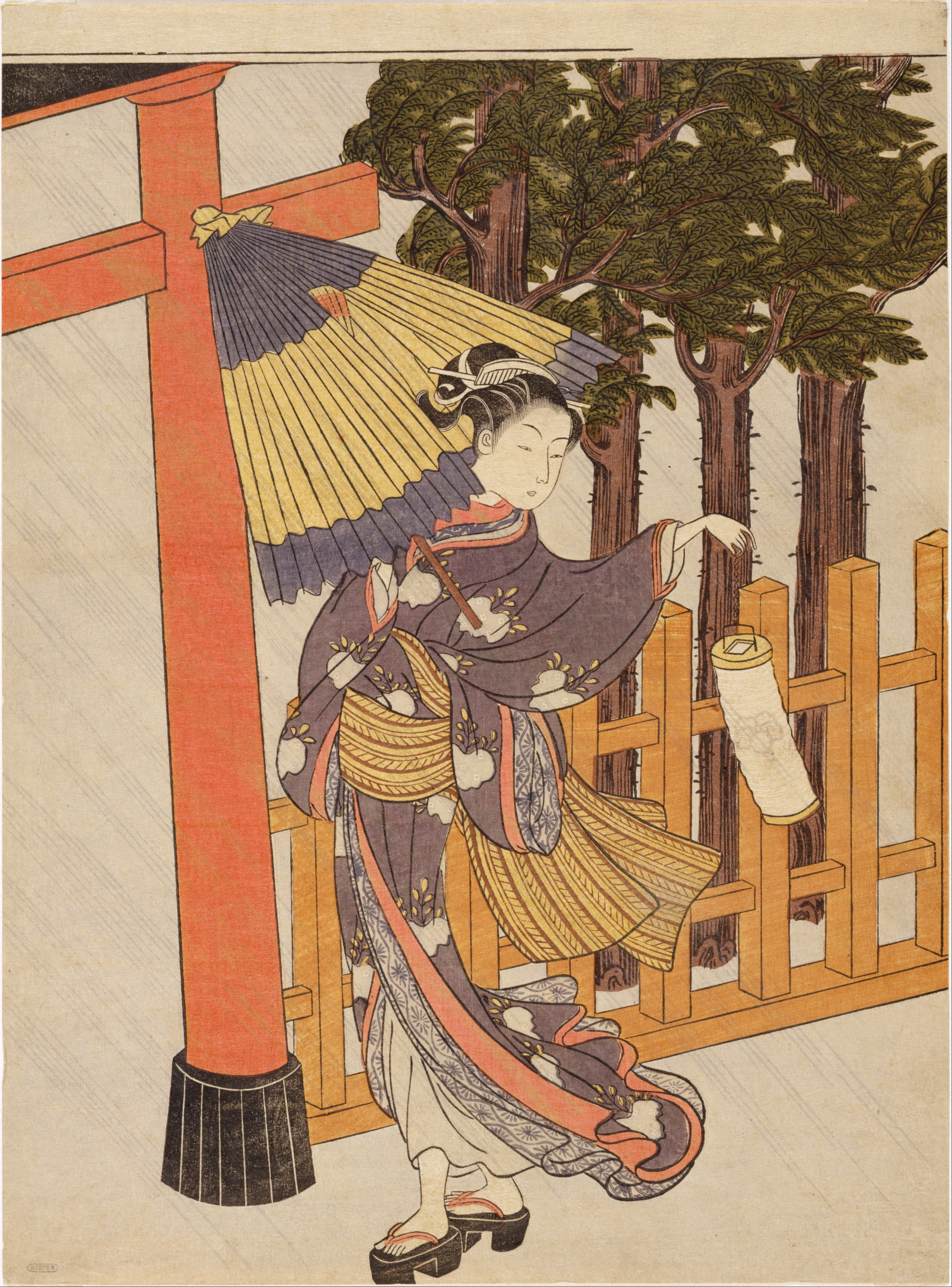
「雨夜の宮詣」笠森おせん

他にも「鷺娘」や「髪洗い二美人」などなどといったすぐれた作品も多く、後世にまで大きな影響を与えている。「瀬川菊之丞図」は柱絵の縦に長い画面を生かして菊之丞のすらりとした細みのある身体を収めている。図の上部には内山賀邸による「深き渕はまるひいきにあふ瀬川 音にもきくの上手とはしれ」という狂歌が添えられている。

## 代表作

### 紅摺絵
- 「風流やつし七小町」細判 7枚揃 宝暦末頃 関でら（東京国立博物館所蔵）など
- 「見立三夕 「定家 寂蓮 西行」」 大判（細判3丁掛） 宝暦末期 ボストン美術館所蔵
- 「馬上の朝鮮人」 細判 明和元年頃 ボストン美術館所蔵
- 「朝鮮人行烈」 細判 明和元年頃 ボストン美術館所蔵

### 錦絵
- 「夕立」 中判 明和2年の絵暦で、洗濯物の模様に「メイワ二 大二三五六八十」とあり、同年の大の月が表されている。 シカゴ美術館、ボストン美術館など所蔵
- 「座鋪（ざしき）八景」 鏡台の秋月、あふぎの晴嵐、台子（だいす）の夜雨、琴路の落雁、あんとう（行燈）の名勝、手拭かけの帰帆、塗桶の暮雪など8図からなる。初めは大久保巨川が案をだして春信に描かせた配り物であった。中判　摺物 明和2年頃、シカゴ美術館など所蔵
- 「清水の舞台より飛ぶ美人」　中判　明和2年の絵暦で、女性の着物に描かれた貝の模様に「大、二、三、五、六、八、十」の文字がデザイン化され、同年の大の月が表されている。
- 「夜の梅」 中判 明和3年頃 メトロポリタン美術館所蔵
- 「雪中相合傘」雪の降る中を白衣の娘と黒衣の若衆がひとつの傘に収まって歩く姿。画題は烏鷺道行である。中判 明和4年頃 大英博物館など所蔵
- 「団扇売り」 中判 明和4年～明和5年頃 江戸東京博物館、ボストン美術館、ベルリン東洋美術館所蔵
- 「水売り」 中判　絵暦　明和2年　東京国立博物館所蔵　中判絵暦と錦絵の改版物がある。
- 「雪中縁端美人」 東京国立博物館所蔵
- 「鞠と男女」　中判 千葉市美術館所蔵 明和4年頃
- 「鶴上の遊女」　中判 慶応義塾大学三田情報センター所蔵　明和中期
- 「梅の枝折り」　中判 山種美術館所蔵　明和2年～明和7年頃
- 「お仙の茶屋」　中判 東京国立博物館所蔵　明和2年～明和7年頃
- 「柳屋見立三美人」　大判　東京国立博物館所蔵　明和5年～明和6年
- 「風流四季歌仙　二月水辺梅」　中判　慶応義塾所蔵　明和5年頃
- 「見立菊慈童」　横中判　東京国立博物館など所蔵　明和3年～明和4年頃
- 「見立夕顔」　中判2枚続　絵暦　ホノルル美術館所蔵　明和3年
- 「六玉川」　中判　揃物　数種あり
- 「風俗四季歌仙」　中判　揃物　立秋など
- 「縁先物語」　中判

### 絵本
- 『絵本花葛蘿』　明和1年
- 『絵本千代松』　墨摺半紙本3冊　千葉市美術館所蔵　明和4年正月刊
- 『絵本青楼美人合』　彩色摺美濃本5冊　国立国会図書館所蔵　明和7年　吉原在住の遊女166名を四季風俗に沿って描く。

### 肉筆浮世絵
| 作品名                                       | 技法     | 形状・員数 | 寸法（縦x横cm） | 所有者                                     | 年代         | 落款・印章                            | 備考                                                                   |
| -------------------------------------------- | -------- | ---------- | --------------- | ------------------------------------------ | ------------ | ------------------------------------- | ---------------------------------------------------------------------- |
| 見立白衣観音善財童子図・見立玄宗皇帝楊貴妃図 | 絹本着色 | 双幅       |                 | 摘水軒記念文化振興財団（千葉市美術館寄託） | 明和年間後期 | 款記「鈴木春信画」                    | 渡辺霞亭旧蔵                                                           |
| 二代瀬川菊之丞図                             | 絹本着色 | 1幅        | 94.5x9.3        | 浮世絵太田記念美術館                       |              | 款記「鈴木春信畫」/「春信」白文方印   | 内山賀邸賛「深き淵 はまるひいきに あふ瀬川 音にもきくの 上手とはしれ」 |
| 桜下遊君立姿図                               | 絹本着色 |            |                 | 鎌倉国宝館                                 |              |                                       |                                                                        |
| 井出の玉川図                                 | 絹本着色 | 1幅        | 37.1x57.2       | MOA美術館                                  |              | 款記「鈴木春信畫」/「春信」白文方印   |                                                                        |
| 玄宗皇帝楊貴妃図                             | 絹本着色 | 1幅        | 44.6x64.8       | MOA美術館                                  |              | 款記「鈴木春信」/「春」「信」白文連印 |                                                                        |
| 猿と美人図                                   | 絹本着色 |            |                 | 奈良県立美術館                             |              |                                       |                                                                        |
| 浴後の母子図                                 | 紙本着色 | 1幅        | 75.6x26.3       | 個人                                       |              | 款記「春信畫」/「春信」白文方印       |                                                                        |
| 隅田河畔春遊図                               | 絹本着色 | 1幅        | 32.7x54.5       | ボストン美術館                             | 明和年間     | 款記「鈴木春信画」/「春信」白文方印   |                                                                        |